# 12789 Salvadoraguirre
12789 Salvadoraguirre este un asteroid din centura principală de asteroizi.

## Descriere
12789 Salvadoraguirre este un asteroid din centura principală de asteroizi. A fost descoperit pe 14 octombrie 1995 la Kitt Peak National Observatory de Carl W. Hergenrother. Asteroidul prezintă o orbită caracterizată de o semiaxă mare de 2,32 ua, o excentricitate de 0,16 și o înclinație de 23,3° în raport cu ecliptica.